# Numeniastes selenis
Numeniastes selenis är en fjärilsart som beskrevs av Fletcher 1963. Numeniastes selenis ingår i släktet Numeniastes och familjen nattflyn. Inga underarter finns listade i Catalogue of Life.